# Liste der Schweizer Meister im Skispringen
Die Liste der Schweizer Meister im Skispringen listet alle Schweizer Meister und Meisterinnen im Skispringen auf.
Das Skispringen ist für Herren seit der ersten Austragung im Januar 1905 Bestandteil der Schweizer Skimeisterschaften. Bis 1933 zählte es gemeinsam mit dem Skilanglauf zur Ermittlung des Schweizer Skimeisters. Als 1934 der Schweizer Skimeistertitel zum ersten Mal in der Viererkombination aus Sprunglauf, Langlauf, Abfahrt und Slalom vergeben wurde, gab es erstmals Meistertitel in diesen einzelnen Disziplinen. Seit 1999 gibt es für die Herren auch ein Teamspringen und seit 2007 eine Meisterschaft der Damen.

## Herren

### Einzel
| Jahr | Austragungsort    | Meister             | Zweiter             | Dritter              |
| ---- | ----------------- | ------------------- | ------------------- | -------------------- |
| 1934 | Andermatt         | Reidar Hoff         | Fritz Kainersdorfer |                      |
| 1935 | Grindelwald       | Christian Kaufmann  |                     |                      |
| 1936 | Davos             | Rolf Kaarby         | Marcel Reymond      | Fritz Kaufmann       |
| 1937 | Les Diablerets    | Bruno Trojani       | Richard Bühler      | Marcel Reymond       |
| 1938 | Wengen            | Willy Paterlini     | Walter Ludi         | Marcel Reymond       |
| 1939 | Unterwasser       | Rudolf Felber       | Willy Paterlini     | Marcel Reymond       |
| 1940 | Gstaad            | Ludwig Demarmels    | Willy Paterlini     | Marcel Reymond       |
| 1941 | St. Moritz        | Richard Bühler      | Rudolf Felber       | Walter Ludi          |
| 1942 | Grindelwald       | Hans Almer          | Otto von Allmen     | Niklaus Stump        |
| 1943 | Arosa             | Georg Keller        | Ludwig Demarmels    | Willy Klopfenstein   |
| 1944 | Gstaad            | Niklaus Stump       | Alfred Kleger       | Marcel Reymond       |
| 1945 | Engelberg         | Hans Zurbriggen     | Willy Klopfenstein  | Georg Keller         |
| 1946 | Davos             | Ludwig Demarmels    | Niklaus Stump       | Fritz Tschannen      |
| 1947 | Wengen            | Georg Keller        | Charles Blum        | Ludwig Demarmels     |
| 1948 | St. Moritz        | Fritz Tschannen     | Hans Zurbriggen     | Charles Blum         |
| 1949 | Gstaad            | Willy Klopfenstein  | Fritz Tschannen     | Georg Keller         |
| 1950 | Crans-Montana     | Andreas Däscher     | Rudolf Bärtschi     | Alfons Supersaxo     |
| 1951 | Adelboden         | Rudolf Bärtschi     | Andreas Däscher     | Fritz Tschannen      |
| 1952 | Le Brassus        | Jan Aamnes          | Jacques Perreten    | Andreas Däscher      |
| 1953 | St. Moritz        | Andreas Däscher     | Rudolf Bärtschi     | Alfred Meidinger     |
| 1954 | Grindelwald       | Andreas Däscher     | Conrad Rochat       | Fritz Schneider      |
| 1955 | Sainte-Croix      | Conrad Rochat       | Gilbert Meylan      | Fritz Schneider      |
| 1956 | Gstaad            | Andreas Däscher     | Conrad Rochat       | Francis Perret       |
| 1957 | St. Moritz        | Andreas Däscher     | Francis Perret      | Hansruedi Haller     |
| 1958 | Kandersteg        | Andreas Däscher     | Albert Kälin        | Fritz Tschannen      |
| 1959 | Engelberg         | Andreas Däscher     | Ueli Scheidegger    | Rudolf Bärtschi      |
| 1960 | Saas-Fee          | Andreas Däscher     | Ueli Scheidegger    | Conrad Rochat        |
| 1961 | Crans-Montana     | Andreas Däscher     | Peter Wenger        | Toni Cecchimato      |
| 1962 | Château-d’Oex     | Ueli Scheidegger    | Heini Moser         | Gilbert Barrière     |
| 1963 | Einsiedeln        | Heribert Schmid     | Heini Moser         | Sepp Zehnder         |
| 1964 | St. Moritz        | Heribert Schmid     | Ueli Scheidegger    | Sepp Zehnder         |
| 1965 | Kandersteg        | Heribert Schmid     | Sepp Zehnder        | Max Walter           |
| 1966 | Langenbruck       | Heribert Schmid     | Richard Pfiffner    | Max Walter           |
| 1967 | Einsiedeln        | Heribert Schmid     | Max Walter          | Hans Stoll           |
| 1968 | Lenk              | Sepp Zehnder        | Hans Schmid         | José Wirth           |
| 1969 |                   | Hans Schmid         | ?                   | ?                    |
| 1970 |                   | Sepp Zehnder        | ?                   | ?                    |
| 1971 | St. Moritz        | Sepp Zehnder        | Hans Schmid         | Walter Steiner       |
| 1972 | Le Locle          | Hans Schmid         | Sepp Zehnder        | Walter Steiner       |
| 1973 |                   | Hans Schmid         | ?                   | ?                    |
| 1974 |                   | Hans Schmid         | ?                   | ?                    |
| 1975 | Château-d’Oex     | Ernst von Grünigen  | Robert Mösching     | Hans Schmid          |
| 1976 | Gstaad            | Hans Schmid         | Walter Steiner      | Ernst von Grünigen   |
| 1977 | Gstaad            | Walter Steiner      | Ernst von Grünigen  | Karl Lustenberger    |
| 1978 | Le Brassus        | Walter Steiner      | Robert Mösching     | Paul Egloff          |
| 1979 | Gstaad            | Hansjörg Sumi       | Robert Mösching     | Georg-Andre Jaquiery |
| 1980 | Täsch             | Hansjörg Sumi       | Robert Mösching     | Paul Egloff          |
| 1981 | Sainte-Croix      | Paul Egloff         | Roland Glas         | Benito Bonetti       |
| 1982 | Langenbruck       | Hansjörg Sumi       | Benito Bonetti      | Paul Egloff          |
| 1983 | Kandersteg        | Hansjörg Sumi       | Christian Hauswirth | Paul Egloff          |
| 1984 | Täsch             | Hansjörg Sumi       | Fabrice Piazzini    | Christian Hauswirth  |
| 1985 | Einsiedeln        | Christian Hauswirth | Pascal Reymond      | Markus Gähler        |
| 1986 | Einsiedeln        | Pascal Reymond      | Christian Hauswirth | Gérard Balanche      |
| 1987 | Le Locle K 87     | Gérard Balanche     | Christian Hauswirth | Fabrice Piazzini     |
| 1988 | Gstaad K 88       | Christian Hauswirth | Fabrice Piazzini    | Christoph Lehmann    |
| 1989 | Langenbruck K 75  | Christoph Lehmann   | Christian Hauswirth | Gérard Balanche      |
| 1990 | Kandersteg K 90   | Stephan Zünd        | Markus Gähler       | Gérard Balanche      |
| 1991 | Kandersteg K 90   | Stephan Zünd        | Hippolyt Kempf      | Yvan Vouillamoz      |
| 1992 | Gstaad K 88       | Sylvain Freiholz    | Stephan Zünd        | Bruno Romang         |
| 1993 | St. Moritz K 95   | Sylvain Freiholz    | Stephan Zünd        | Hansjörg Zihlmann    |
| 1994 | Le Brassus K 104  | Stephan Zünd        | Sylvain Freiholz    | Hansjörg Zihlmann    |
| 1995 | St. Moritz K 95   | Stephan Zünd        | Sylvain Freiholz    | Martin Trunz         |
| 1996 | St. Moritz        | Marco Steinauer     | Sylvain Freiholz    | Bruno Reuteler       |
| 1997 | Kandersteg K 90   | Sylvain Freiholz    | Bruno Reuteler      | Marco Steinauer      |
| 1998 | Langenbruck K 75  | Sylvain Freiholz    | Marco Steinauer     | Andy Hartmann        |
| 1999 | Chaux-Neuve K 90  | Sylvain Freiholz    | Marco Steinauer     | Simon Ammann         |
| 2000 | Les Tuffes K 80   | Sylvain Freiholz    | Marco Steinauer     | Bruno Reuteler       |
| 2001 | St. Moritz K 95   | Sylvain Freiholz    | Andreas Küttel      | Simon Ammann         |
| 2002 | Les Tuffes K 80   | Andreas Küttel      | Simon Ammann        | Sylvain Freiholz     |
| 2003 | Kandersteg K 90   | Andreas Küttel      | Simon Ammann        | Marco Steinauer      |
| 2004 | Hinterzarten K 95 | Michael Möllinger   | Simon Ammann        | Andreas Küttel       |
| 2005 | Kandersteg K 90   | Michael Möllinger   | Andreas Küttel      | Simon Ammann         |
| 2006 | Einsiedeln K 105  | Andreas Küttel      | Simon Ammann        | Michael Möllinger    |
| 2007 | Kandersteg K 90   | Andreas Küttel      | Simon Ammann        | Michael Möllinger    |
| 2008 | Einsiedeln K 105  | Andreas Küttel      | Simon Ammann        | Antoine Guignard     |
| 2009 | Einsiedeln K 105  | Simon Ammann        | Andreas Küttel      | Tim Hug              |
| 2010 | Einsiedeln K 105  | Andreas Küttel      | Simon Ammann        | Marco Grigoli        |
| 2011 | Einsiedeln K 105  | Simon Ammann        | Gregor Deschwanden  | Pascal Egloff        |
| 2012 | Einsiedeln K 105  | Simon Ammann        | Gregor Deschwanden  | Luca Egloff          |
| 2013 | Chaux-Neuve K 105 | Simon Ammann        | Gregor Deschwanden  | Luca Egloff          |
| 2014 | Einsiedeln K 105  | Simon Ammann        | Gregor Deschwanden  | Killian Peier        |
| 2015 | Einsiedeln K 105  | Simon Ammann        | Killian Peier       | Gregor Deschwanden   |
| 2016 | Kandersteg K 96   | Killian Peier       | Gabriel Karlen      | Gregor Deschwanden   |
| 2017 | Einsiedeln K 105  | Killian Peier       | Gregor Deschwanden  | Andreas Schuler      |
| 2018 | Einsiedeln K 105  | Killian Peier       | Simon Ammann        | Andreas Schuler      |
| 2019 | Chaux-Neuve K 105 | Killian Peier       | Simon Ammann        | Gregor Deschwanden   |
| 2020 | Einsiedeln K 105  | Gregor Deschwanden  | Dominik Peter       | Simon Ammann         |
| 2021 | Einsiedeln K 105  | Gregor Deschwanden  | Dominik Peter       | Andreas Schuler      |
| 2022 | Kandersteg K 95   | Gregor Deschwanden  | Dominik Peter       | Lean Niederberger    |
| 2023 | Kandersteg K 95   | Gregor Deschwanden  | Simon Ammann        | Remo Imhof           |

### Team
| Jahr              | Austragungsort    | Meister                                                                                   | Zweiter                                                                                           | Dritter                                                                                                  |
| ----------------- | ----------------- | ----------------------------------------------------------------------------------------- | ------------------------------------------------------------------------------------------------- | --- |
| 1999              | Chaux-Neuve K 90  | Zürcher Skiverband                                                                        | Berner Oberländischer Skiverband                                                                  | Ski Romand                                                                                               |
| 2000              | Les Tuffes K 80   | Zürcher Skiverband                                                                        | Ski Romand                                                                                        | Berner Oberländischer Skiverband                                                                         |
| 2001              | St. Moritz K 95   | Zürcher Skiverband                                                                        | Ski Romand                                                                                        | Bündner Skiverband                                                                                       |
| 2002              | Les Tuffes K 80   | Zürcher Skiverband                                                                        | Zentralschweizer Schneesport Verband                                                              | Bündner Skiverband                                                                                       |
| 2003              | Kandersteg K 90   | Zürcher Skiverband                                                                        | Zentralschweizer Schneesport Verband                                                              | Ostschweizer Skiverband                                                                                  |
| 2004              | Hinterzarten K 95 | Zürcher Skiverband 1Christoph Höss Marco Steinauer Andreas Küttel Michael Möllinger       | Ostschweizer Skiverband 1Guido Landert Pascal Meinherz Lucas Vonlanthen Simon Ammann              | Berner Oberländischer Skiverband 1Joel Bieri Bruno Reuteler Stefan Nyffeler Ivan Rieder                  |
| 2005              | Kandersteg K 90   | Zürcher Skiverband 1Michael Hollenstein Michael Möllinger Marco Steinauer Andreas Küttel  | Ostschweizer Skiverband 1Simon Ammann Guido Landert Lucas Vonlanthen Pascal Meinherz              | Berner Oberländischer Skiverband 1Ivan Rieder Stefan Nyffeler Joel Bieri Adrian Künzi                    |
| 2006              | Einsiedeln K 105  | Zürcher Skiverband 1Marc Vogel Marco Steinauer Michael Möllinger Andreas Küttel           | Ostschweizer Skiverband 1Pascal Egloff Lucas Vonlanthen Sandro Steiner Simon Ammann               | Zentralschweizer Schneesport Verband 1Ivo Hess Andreas Hurschler Seppi Hurschler Ronny Heer              |
| 2007              | Kandersteg K 90   | Zürcher Skiverband 1Felix Kläsi Michael Hollenstein Michael Möllinger Andreas Küttel      | Ostschweizer Skiverband 1Simon Ammann Pascal Egloff Lucas Vonlanthen Guido Landert                | Ski Romand 1Sébastien Cala Vital Anken Antoine Guignard Rémi Français                                    |
| 2008              | Einsiedeln K 105  | Zürcher Skiverband 1Michael Hollenstein Felix Kläsi Adrian Schuler Andreas Küttel         | Ski Romand 1Rémi Français Guillaume Berney Vital Anken Antoine Guignard                           | Zentralschweizer Schneesport Verband 1Ronny Heer Gregor Deschwanden Fabian Waldis Seppi Hurschler        |
| 2009              | Einsiedeln K 105  | Ostschweizer Skiverband 1Luca Egloff Guido Landert Pascal Egloff Simon Ammann             | Zürcher Skiverband 1Pascal Kälin Adrian Schuler Michael Hollenstein Andreas Küttel                | Berner Oberländischer Skiverband 1Kilian Hauswirth Lukas Niedhart Joel Bieri Lars Grossen                |
| 2010              | Einsiedeln K 105  | Zürcher Skiverband 1Adrian Schuler Tommy Schmid Pascal Sommer Andreas Küttel              | Ski Romand 1Rémi Français Guillaume Berney Killian Peier Vital Anken                              | Zentralschweizer Schneesport Verband 1Ronny Heer Ivo Hess Gregor Deschwanden Seppi Hurschler             |
| 2011              | Einsiedeln K 105  | Ostschweizer Skiverband 1Manuel Rüegg Luca Egloff Pascal Egloff Simon Ammann              | Zürcher Skiverband 1Andreas Schuler Pascal Sommer Adrian Schuler Pascal Kälin                     | Zentralschweizer Schneesport Verband 1Jan Kirchhofer Christian Erichsen Fabian Waldis Gregor Deschwanden |
| 2012              | Einsiedeln K 105  | Ostschweizer Skiverband 1Luca Egloff Manuel Rüegg Pascal Egloff Simon Ammann              | Zürcher Skiverband 1Pascal Kälin Andreas Schuler Samuel Wiget Pascal Sommer                       | Zentralschweizer Schneesport Verband 1Björn Fischer Ivo Hess Jan Kirchhofer Gregor Deschwanden           |
| 2013              | Chaux-Neuve K 105 | Zürcher Skiverband 1Pascal Sommer Tobias Birchler Andreas Schuler Pascal Kälin            | Ostschweizer Skiverband 1Bigna Windmüller Luca Egloff Pascal Egloff Simon Ammann                  | Ski Romand 1Olan Lacroix Rémi Français Guillaume Berney Olivier Anken                                    |
| 2014              | Einsiedeln K 105  | Zürcher Skiverband 1Andreas Schuler Benjamin Ernst Tobias Birchler Pascal Kälin           | Ostschweizer SkiverbandDaniel Zelger Pascal Egloff Luca Egloff Simon Ammann                       | Berner Oberländischer SkiverbandLuca von Grüningen Kevin Romang Sandro Hauswirth Gabriel Karlen          |
| 2015              | Einsiedeln K 105  | Zürcher Skiverband 1Tobias Birchler Andreas Schuler Pascal Müller Pascal Kälin            | Ostschweizer SkiverbandPascal Egloff Sabrina Windmüller Luca Egloff Simon Ammann                  | Ski RomandVital Anken Janne Perini Olivier Anken Killian Peier                                           |
| 2016              | Kandersteg K 96   | Zürcher Skiverband 1Tobias Birchler Dominik Peter Pascal Kälin Andreas Schuler            | Berner Oberländischer Skiverband 1Luca von Grüningen Kevin Romang Sandro Hauswirth Gabriel Karlen | Ski RomandJanne Perini Sébastien Cala Olan Lacroix Killian Peier                                         |
| 2017              | Einsiedeln K 105  | Zürcher Skiverband Dominik Peter Pascal Kälin Tobias Birchler Andreas Schuler             | Berner Oberländischer Skiverband Luca von Grünigen Kevin Romang Gabriel Karlen Sandro Hauswirth   | ZSSV/OSSV Aron Russi Fabian Waldis Gregor Deschwanden Luca Egloff                                        |
| 2018              | Kandersteg K 95   | Zürcher Skiverband Andreas Schuler Lars Kindlimann Pascal Kälin Dominik Peter             | ZSSV/OSSV Gregor Deschwanden Aron Russi Lean Niederberger Luca Egloff                             | Berner Oberländischer Skiverband Gabriel Karlen Kevin Romang Luca von Grünigen Sandro Hauswirth          |
| 2019              | Chaux-Neuve K 106 | Zürcher Skiverband Dominik Peter Yanick Wasser Lars Kindlimann Andreas Schuler            | Berner Oberländischer SkiverbandKevin Romang Luca von Grünigen Sandro Hauswirth Gabriel Karlen    | Ski Romand Janne Perini Marti Deltell Olan Lacroix Killian Peier                                         |
| nicht ausgetragen |                   |                                                                                           |                                                                                                   | |
| 2021              | Einsiedeln K 105  | Zürcher Skiverband IMaurin Schneider Yanick Wasser Lars Kindlimann Dominik Peter          | Zürcher Skiverband IINoel Woodtli Remo Imhof Pascal Müller Andreas Schuler                        | Berner Oberländischer SkiverbandLars Lobsiger Noah Studer Kim von Grünigen Sandro Hauwirth               |
| 2022              | Kandersteg K 95   | Zürcher Skiverband IRemo Imhof Dominik Peter Maurin Schneider Lion Hösli                  | Zentralschweizer Skiverband ILean Niederberger Gregor Deschwanden Elias Arnold Sina Arnet         | Zürcher Skiverband IILars Kindlimann Yanick Wasser Mattias Haller Noel Woodtli                           |
| 2023              | Kandersteg K 95   | Zentralschweizer Skiverband ILean Niederberger Gregor Deschwanden Sina Arnet Elias Arnold | Zürcher Skiverband IRemo Imhof Juri Kesseli Noel Woodtli Simon Kinscherf                          | Berner Oberländischer Skiverband IFinn Kempf Sandro Hauswirth Mael Niedhardt Noah Studer                 |

### Junioren
| Jahr | Austragungsort    | Meister             | Zweiter                    | Dritter             |
| ---- | ----------------- | ------------------- | -------------------------- | ------------------- |
| 1934 | Andermatt         | –                   | –                          | –                   |
| 1935 | Grindelwald       | Richard Bühler      | Ernest Tschannen           | Hans Almer          |
| 1936 | Davos             | Werner Huber        | Hans Almer                 | Willy Trentz        |
| 1937 | Les Diablerets    | Heinrich Klotz      | Rudolf Felber              | Werner Oswald       |
| 1938 | Wengen            | Otto von Allmen     | Georg Fausch               | Werner Oswald       |
| 1939 | Unterwasser       | Georg Fausch        | Georg Keller               | Willy Klopfenstein  |
| 1940 | Gstaad            | Karl Blum           | Niklaus Stump              | Hans Zurbriggen     |
| 1941 | St. Moritz        | Willy Klopfenstein  | Karl Blum                  | Adolf Aufdenblatten |
| 1942 | Grindelwald       | Gilles Vuille       | Adolf Aufdenblatten        | René Jeandel        |
| 1943 | Arosa             | Karl Blum           | Erich Gyger                | Walter Graf         |
| 1944 | Gstaad            | Karl Blum           | Walter Graf                | Jean-Pierre Häsler  |
| 1945 | Engelberg         | Andreas Däscher     | Jacques Perreten           | Alfons Supersaxo    |
| 1946 | Davos             | Walter Graf         | Gottlieb Perren            | Armand Tauxe        |
| 1947 | Wengen            | Jacques Perreten    | Conrad Rochat              | Rudolf Bärtschi     |
| 1948 | St. Moritz        | Jean-Daniel Meylan  | Roland Bläsi               | Rudolf Bärtschi     |
| 1949 | Gstaad            | Hans Däscher        | Marcel Hostettler          | Hans Forrer         |
| 1950 | Crans-Montana     | Hans Däscher        | Louis-Charles Golay        | Georges Gottardi    |
| 1951 | Adelboden         | Peter Germann       | Marcel Hostettler          | Georges Gottardi    |
| 1952 | Le Brassus        | Louis-Charles Golay | Gilbert Meylan             | Peter Germann       |
| 1953 |                   | ?                   | ?                          | ?                   |
| 1954 |                   | ?                   | ?                          | ?                   |
| 1955 |                   | ?                   | ?                          | ?                   |
| 1956 | Gstaad            | Gilbert Barrière    | Jean-Pierre Pasche         | Albert Kälin        |
| 1957 | St. Moritz        | Mario Gianoli       | Ueli Scheidegger           | Gilbert Barrière    |
| 1958 | Kandersteg        | Ueli Scheidegger    | Werner Brügger             | Hanskurt Hauswirth  |
| 1959 |                   | ?                   | ?                          | ?                   |
| 1960 |                   | ?                   | ?                          | ?                   |
| 1961 |                   | ?                   | ?                          | ?                   |
| 1962 | Château-d’Oex     | Hans Stoll          | Fredy Brugger Sepp Zehnder |                     |
| 1963 | Lenk              | Sepp Zehnder        | Jacky Rochat               | Hans Stoll          |
| 1964 |                   | ?                   | ?                          | ?                   |
| 1965 |                   | ?                   | ?                          | ?                   |
| 1966 | Leukerbad         | José Wirth          | Hans Schmid                | Urs Schöni          |
| 1967 | Einsiedeln        | Urs Schöni          | Hans Schmid                | Serge Wirth         |
| 1968 | Lenk              | Hans Schmid         | Klaus Günther              | Fritz Bühlmann      |
| 1969 |                   | ?                   | ?                          | ?                   |
| 1970 |                   | ?                   | ?                          | ?                   |
| 1971 |                   | ?                   | ?                          | ?                   |
| 1972 |                   | ?                   | ?                          | ?                   |
| 1973 |                   | ?                   | ?                          | ?                   |
| 1974 |                   | ?                   | ?                          | ?                   |
| 1975 |                   | ?                   | ?                          | ?                   |
| 1976 |                   | ?                   | ?                          | ?                   |
| 1977 |                   | ?                   | ?                          | ?                   |
| 1978 |                   | ?                   | ?                          | ?                   |
| 1979 |                   | ?                   | ?                          | ?                   |
| 1980 | Täsch             | Pascal Reymond      | Roland Müllener            | Manuel Raaflaub     |
| 1981 |                   | ?                   | ?                          | ?                   |
| 1982 |                   | ?                   | ?                          | ?                   |
| 1983 | Kandersteg        | Christian Hauswirth | Pascal Reymond             | Benz Hauswirth      |
| 1984 | Täsch             | Benz Hauswirth      | Hubert Mathis              | Stefan Späni        |
| 1985 |                   | ?                   | ?                          | ?                   |
| 1986 | Einsiedeln K 57   | Stéphane Rochat     | Stephan Zünd               | Christoph Lehmann   |
| 1987 | Le Locle K 87     | Damian Brantschen   | Stephan Zünd               | Markus Tüscher      |
| 1988 | Gstaad K 88       | Samuel Anthamatten  | Martin Trunz               | Berni Schödler      |
| 1989 | Langenbruck K 75  | Berni Schödler      | Christophe Mirronneau      | Bruno Reuteler      |
| 1990 | Kandersteg K 60   | Markus Wüst         | Bruno Reuteler             | Berni Schödler      |
| 1991 | Kandersteg K 60   | Sylvain Freiholz    | Christoph Birchler         | Armin Krügel        |
| 1992 | Gstaad K 88       | Sylvain Freiholz    | Christoph Birchler         | Sepp Zehnder        |
| 1993 | St. Moritz K 95   | Andreas Küttel      | Marco Steinauer            | Christian Kryenbühl |
| 1994 | Le Brassus K 104  | Andreas Küttel      | Marco Steinauer            | Christian Kryenbühl |
| 1995 | St. Moritz K 95   | Cyrill Murer        | Rico Parpan                | Erich Herrmann      |
| 1996 |                   |                     |                            |                     |
| 1997 | St. Moritz K 60   | Rico Parpan         | Marc Vogel                 | Andreas Küttel      |
| 1998 | Langenbruck K 75  | Andy Hartmann       | Simon Ammann               | Lucas Vonlanthen    |
| 1999 | Chaux-Neuve K 90  | Simon Ammann        | Ronny Heer                 | Marc Vogel          |
| 2000 | Les Tuffes K 80   | Christian Müllener  | Heiri Kälin                | Marco Däscher       |
| 2001 | St. Moritz K 95   | Antoine Guignard    | Guido Landert              | Peter Suter         |
| 2002 | Les Tuffes K 80   | Antoine Guignard    | Thomas Engel               | Heiri Kälin         |
| 2003 | Kandersteg K 90   | Stefan Nyffeler     | Maxime Bianchi             | Sandro Steiner      |
| 2004 | Hinterzarten K 95 | Rémi Français       | Tim Hug                    | Marco Grigoli       |
| 2005 | Kandersteg K 90   | Rémi Français       | Marco Grigoli              | Joel Bieri          |
| 2006 | Einsiedeln K 70   | Rémi Français       | Marco Grigoli              | Tommy Schmid        |
| 2007 | Kandersteg K 90   | Rémi Français       | Marco Grigoli              | Lars Grossen        |
| 2008 | Einsiedeln K 70   | Lars Grossen        | Rémi Français              | Fabian Waldis       |
| 2009 | Einsiedeln K 105  | Marco Grigoli       | Pascal Egloff              | Adrian Schuler      |
| 2010 | Einsiedeln K 105  | Marco Grigoli       | Adrian Schuler             | Pascal Egloff       |
| 2011 | Einsiedeln K 105  | Vital Anken         | Pascal Kälin               | Pascal Sommer       |
| 2012 | Einsiedeln K 105  | Luca Egloff         | Pascal Kälin               | Jan Kirchhofer      |
| 2013 | Chaux-Neuve K 105 | Tobias Birchler     | Gabriel Karlen             | Andreas Schuler     |
| 2014 | Einsiedeln K 105  | Killian Peier       | Luca Egloff                | Andreas Schuler     |
| 2015 | Einsiedeln K 105  | Tobias Birchler     | Sandro Hauswirth           | Pascal Müller       |
| 2016 | Kandersteg K 96   | Dominik Peter       | Tobias Birchler            | Sandro Hauswirth    |
| 2017 | Einsiedeln K 105  | Sandro Hauswirth    | Dominik Peter              | Pascal Müller       |
| 2018 | Kandersteg K 95   | Sandro Hauswirth    | Dominik Peter              | Lars Kindlimann     |
| 2019 | Chaux-Neuve       | Sandro Hauswirth    | Dominik Peter              | Lars Kindlimann     |
| 2020 | Einsiedeln K 105  | Dominik Peter       | Olan Lacroix               | Yanick Wasser       |
| 2021 | Einsiedeln K 105  | Lean Niederberger   | Yanick Wasser              | Remo Imhof          |
| 2022 | Kandersteg K 67   | Remo Imhof          | Yanick Wasser              | Lean Niederberger   |
| 2023 | Kandersteg K 95   | Yanick Wasser       | Juri Kesseli               | Marius Sieber       |

## Damen

### Einzel
| Jahr | Austragungsort    | Meisterin          | Zweite                | Dritte                   |
| ---- | ----------------- | ------------------ | --------------------- | ------------------------ |
| 2007 | Kandersteg K 90   | Salome Fuchs       | Bigna Windmüller      | Sabrina Windmüller       |
| 2008 | Einsiedeln K 70   | Salome Fuchs       | Bigna Windmüller      | Malika Schüpbach         |
| 2009 | Einsiedeln K 105  | Bigna Windmüller   | Sabrina Windmüller    | Salome Fuchs             |
| 2010 | Einsiedeln K 105  | Bigna Windmüller   | nur eine Teilnehmerin | nur eine Teilnehmerin    |
| 2011 | Einsiedeln K 105  | Sabrina Windmüller | Gianina Ernst         | Erja Zelger              |
| 2012 | Einsiedeln K 70   | Sabrina Windmüller | Bigna Windmüller      | Gianina Ernst            |
| 2013 | Chaux-Neuve K 105 | Bigna Windmüller   | Sabrina Windmüller    | nur zwei Teilnehmerinnen |
| 2014 | Einsiedeln K 70   | Erja Zelger        | Charlotte Suter       | Julia Vonbank            |
| 2015 | Einsiedeln K 70   | Sabrina Windmüller | Charlotte Suter       | Julia Vonbank            |
| 2016 | Kandersteg K 66   | Sabrina Windmüller | Rea Kindlimann        | Charlotte Suter          |
| 2017 | Einsiedeln K 70   | Sina Arnet         | Rea Kindlimann        | Emely Torazza            |
| 2018 | Kandersteg K 67   | Rea Kindlimann     | Sina Arnet            | Emely Torazza            |
| 2019 | Chaux-Neuve K 56  | Emely Torazza      | Rea Kindlimann        | Sina Arnet               |
| 2020 | Einsiedeln K 105  | Sina Arnet         | Emely Torazza         | Rea Kindlimann           |
| 2021 | Einsiedeln K 60   | Emely Torazza      | Sina Arnet            | Rea Kindlimann           |
| 2022 | Kandersteg K 67   | Sina Arnet         | Emely Torazza         | Rea Kindlimann           |
| 2023 | Kandersteg K 95   | Sina Arnet         | Rea Kindlimann        | Simone Buff              |